# 福尔克尔·贝克 (运动员)
福尔克尔·贝克（德語：Volker Beck，1956年6月30日—），德国前男子田径运动员。他曾代表东德参加1980年夏季奥林匹克运动会田径比赛，获得一枚金牌和一枚银牌。